# قطعنامه ۱۵۲۰ شورای امنیت
قطعنامه ۱۵۲۰ شورای امنیت سازمان ملل متحد که در تاریخ ۲۲ دسامبر ۲۰۰۳ تصویب شد، سندی بین‌المللی دربارهٔ بررسی وضعیت خاورمیانه است. این قطعنامه طی نشست ۴۸۸۹ام با ۱۵ رای موافق، ۰ مخالف و ۰ ممتنع تصویب شد.